# Le Bois-Plage-en-Ré
Le Bois-Plage-en-Ré là một xã trong tỉnh Charente-Maritime Charente-Maritime trong vùng Nouvelle-Aquitaine, tây nam nước Pháp. Xã Le Bois-Plage-en-Ré nằm ở khu vực có độ cao trung bình 11 mét trên mực nước biển. Xã này nằm trên Île de Ré.